# Rachel Ward

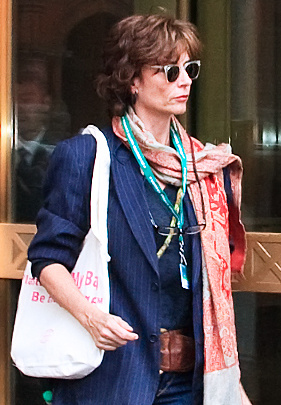
Rachel Ward 2009.

Rachel Claire Ward, född 12 september 1957 i Cornwell nära Chipping Norton i West Oxfordshire, är en engelsk-australisk skådespelare, regissör och manusförfattare.
Ward har främst gjort sig känd för att spela i australiska tv-roller. Den mest uppmärksammade är mot Richard Chamberlain i miniserien Törnfåglarna (1983). Hon har dock även gjort en del renodlade filmroller, bland annat mot Jeff Bridges i Mot alla odds (1984). År 2007 hade hon huvudrollen i den sex avsnitt långa tv-serien I regnskuggans land.
Rachel Ward har adligt påbrå och är dotter till Peter Alistair Ward och Claire Leonora Baring. Hon är gift med den australiske skådespelaren Bryan Brown sedan 1983 och har med honom två döttrar, Rose Brown född 1984 och Matilda Brown född 1987 samt en son, Joseph Brown född 1992.

## Filmografi i urval
- 1981 – Ingen knäcker Sharky
- 1982 – Döda män klär inte i rutigt
- 1983 – Törnfåglarna (TV-serie)
- 1984 – Mot alla odds
- 1985 – På liv och död
- 1989 – Ett huvud för mycket
- 1990 – After Dark, My Sweet
- 1992 – Christopher Columbus - äventyraren
- 2007 – I regnskuggans land

Regissör
- 2013 – An Accidental Soldier